# Dmytro Hunczenko
Dmytro Witalijowycz Hunczenko, ukr. Дмитро Віталійович Гунченко (ur. 24 września 1987) – ukraiński piłkarz, grający na pozycji napastnika lub pomocnika.

## Kariera piłkarska

### Kariera klubowa
Wychowanek Dnipra Dniepropetrowsk, barwy których bronił w juniorskich mistrzostwach Ukrainy (DJuFL). Karierę piłkarską rozpoczął w składzie klubu Krywbas-2 Krzywy Róg. Na początku 2006 przeszedł do Illicziwca Mariupol, gdzie grał przeważnie w drugiej drużynie. Latem 2009 został wypożyczony na pół roku do Prykarpattia Iwano-Frankowsk, po czym podczas przerwy zimowej w 2010 powrócił do Illicziwca. Latem 2011 przeniósł się do Zirki Kirowohrad.

### Kariera reprezentacyjna
Występował w studenckiej reprezentacji Ukrainy.

## Sukcesy i odznaczenia

### Sukcesy reprezentacyjne
- mistrz Uniwersjady: 2007, 2009

### Odznaczenia
- tytuł Mistrza Sportu Klasy Międzynarodowej: 2007